# Добрино (Ярославская область)
Добрино — деревня в Глебовском сельском округе Глебовского сельского поселения Рыбинского района Ярославской области.
Деревня расположена в центральной части Глебовского сельского поселения, к северу от железной дороги Рыбинск—Сонково и северо—востоку от железнодорожной станции Кобостово и к западу от железнодорожной станции Тихменево. Она расположилась вдоль правого берега ручья Кормица. К югу, на противоположном левом берегу Кормицы стоят компактно расположенные деревни Хомяково, Починок и Драчево. Выше по течению на том же берегу ручья у самого его истока стоит деревня Будихино, через которую следует дорога к станции и посёлку Тихменево. Дорога на запад, вниз по течению Кормицы, через Подвиталово ведёт к центру поселения, селу Глебово. Дорога в северном направлении через деревню Ковыкино выходит к деревне Мархачево, стоящую на дороге Рыбинск—Глебово с автобусным сообщением.
Деревня Добрина указана на плане Генерального межевания Рыбинского уезда 1792 года.
На 1 января 2007 года в деревне числилось 3 постоянных жителя. Почтовое отделение, расположенное в посёлке железнодорожной станции Кобостово, обслуживает в деревне Добрино 28 домов.